# Christine (chanson)
Pour les articles homonymes, voir Christine.
Singles de Christine and the Queens
Saint Claude
(2014) Paradis perdus
(2015)
Christine est une chanson de Christine and the Queens, sortie le 13 octobre 2014 en tant que deuxième single de son premier album studio, Chaleur humaine.
C'est la version en français de Cripple sortie en 2012 sur l'EP Mac Abbey. Le titre sort pour le marché anglophone le 3 mars 2015 sous une nouvelle version en anglais appelée Tilted. Cette version a été nommée l'une des meilleures chansons de l'année 2015 par le magazine américain Time.

## Classements et certifications

### Christine
| Classement (2014-16)                    | Meilleure position |
| --------------------------------------- | ------------------ |
| Belgique (Flandre Ultratop 50 Singles)  | 1                  |
| Belgique (Flandre Ultratop 50 Airplay)  | 1                  |
| Belgique (Wallonie Ultratop 50 Singles) | 1                  |
| Belgique (Wallonie Ultratop 50 Airplay) | 3                  |
| France (SNEP)                           | 3                  |
| Pays-Bas (Nederlandse Top 40)           | 29                 |
| Pays-Bas (Single Top 100)               | 41                 |
| Suisse (Schweizer Hitparade)            | 32                 |
| Suisse (Charts Romandie)                | 5                  |

| Classement (2015)            | Meilleure position |
| ---------------------------- | ------------------ |
| Belgique (Flandre Ultratop)  | 3                  |
| Belgique (Wallonie Ultratop) | 1                  |

### Tilted
Classements hebdomadaires
| Classement (2016)                   | Meilleure position |
| ----------------------------------- | ------------------ |
| Australie (ARIA)                    | 54                 |
| Écosse (OCC)                        | 18                 |
| Irlande (IRMA)                      | 14                 |
| Islande (RÚV)                       | 3                  |
| Nouvelle-Zélande (RMNZ Heatseekers) | 1                  |
| Royaume-Uni (UK Singles Chart)      | 20                 |
| Royaume-Uni (UK Download Chart)     | 22                 |
| Royaume-Uni (UK Indie Chart)        | 2                  |
| Royaume-Uni (OCC Update Singles)    | 18                 |
| Royaume-Uni (OCC Audio Streaming)   | 36                 |
| Royaume-Uni (OCC Sales Singles)     | 8                  |

### Certifications
| Région                                                                                                 | Certification | Ventes/Streams |
| --- | ------------- | -------------- |
| Belgique (BEA)                                                                                         | 2 × Platine   | 40 000*        |
| Royaume-Uni (BPI)                                                                                      | Platine       | 600 000        |
| *Ventes selon la certification ^Mise en rayon selon la certification xNon précisé par la certification |               |                |